# Provinz Sassari
Die Provinz Sassari (italienisch Provincia di Sassari) war eine italienische Provinz der autonomen Region Sardinien. Hauptstadt war Sassari. Sie hatte etwa 473.493 Einwohner (Stand 31. Dezember 2023) in 92 Gemeinden auf einer Fläche von 7678 km².
Die Provinz Sassari war bis zu der Abtretung von 24 Gemeinden an die Provinz Olbia-Tempio (2001 per Gesetz, 2005 de facto) die größte Provinz Italiens. Mit Inkrafttreten der sardischen Neuordnung der lokalen Gebietskörperschaften von 2016 wurde die Provinz Olbia-Tempio vollständig in die Provinz Sassari wiedereingegliedert. Damit wurde Sassari wieder die größte Provinz Italiens. Die Provinz Sassari ging 2021 im Rahmen einer abermaligen Neuordnung in die Metropolitanstadt Sassari und in die als Provinz Nord-Est Sardegna wiederhergestellte Provinz Olbia-Tempio auf.
Sie war die Provinz mit der größten Dichte von Nuraghen und auch ihr Anteil an den Domus de Janas war sehr groß.

## Größte Gemeinden
(Einwohnerzahlen Stand 31. Dezember 2023)
| Gemeinde        | Einwohner |
| --------------- | --------- |
| Sassari         | 121.085   |
| Olbia           | 61.481    |
| Alghero         | 42.281    |
| Porto Torres    | 21.041    |
| Sorso           | 14.374    |
| Tempio Pausania | 13.133    |
| Arzachena       | 13.436    |
| La Maddalena    | 10.582    |
| Ozieri          | 9762      |
| Ittiri          | 7937      |
| Sennori         | 6856      |
| Castelsardo     | 5625      |
| Ossi            | 5438      |

Lage der Provinz Sassari (vor Gebietsreform 2021)

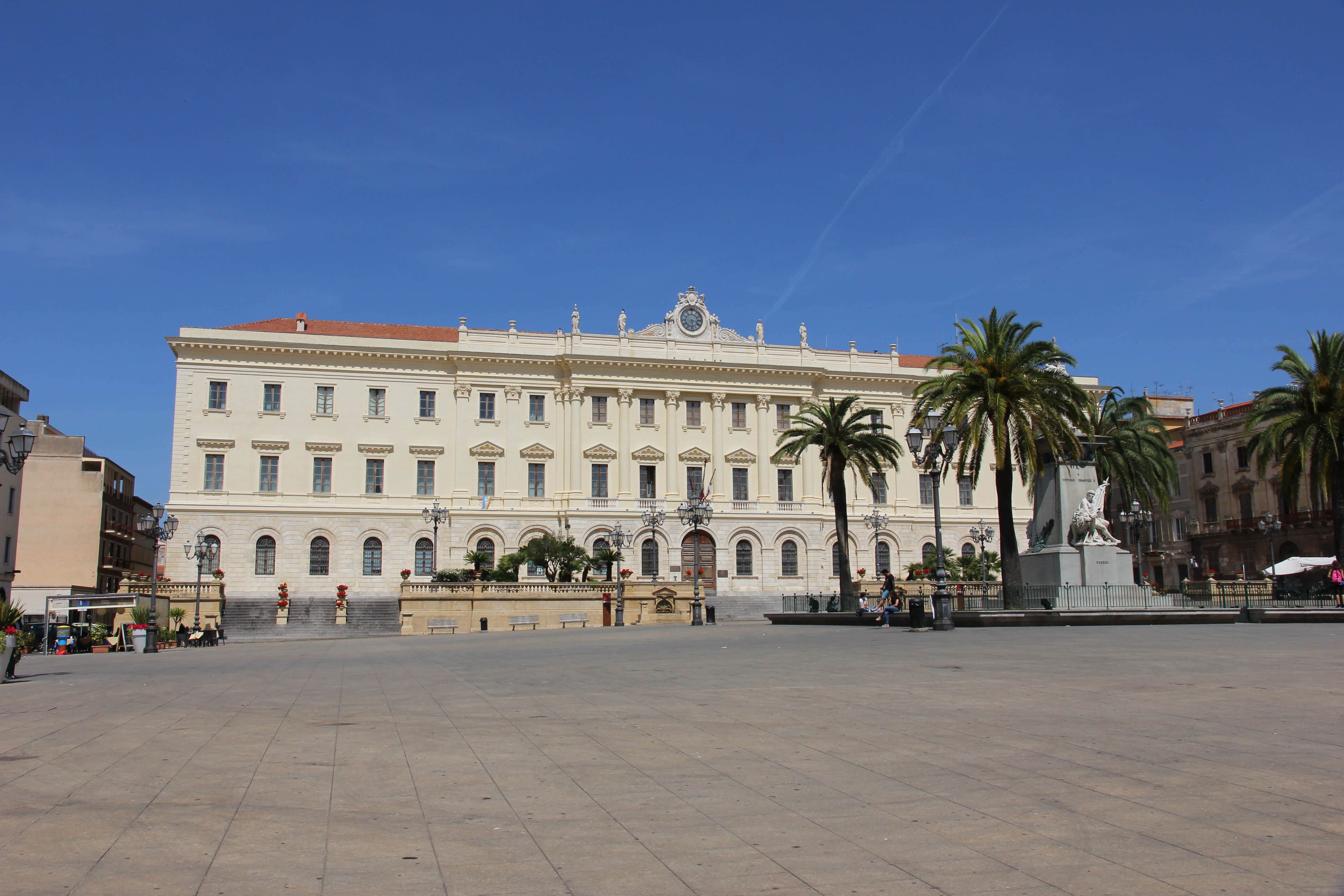
Sassari, Palazzo della Provincia, Regierungssitz der Provinz Sassari

Die Liste der Gemeinden auf Sardinien beinhaltet alle Gemeinden der Provinz mit Einwohnerzahlen.

## Sehenswürdigkeiten
- Alghero, Stadt und Hafen
- Aquädukt Sa Rughitulla, römisch

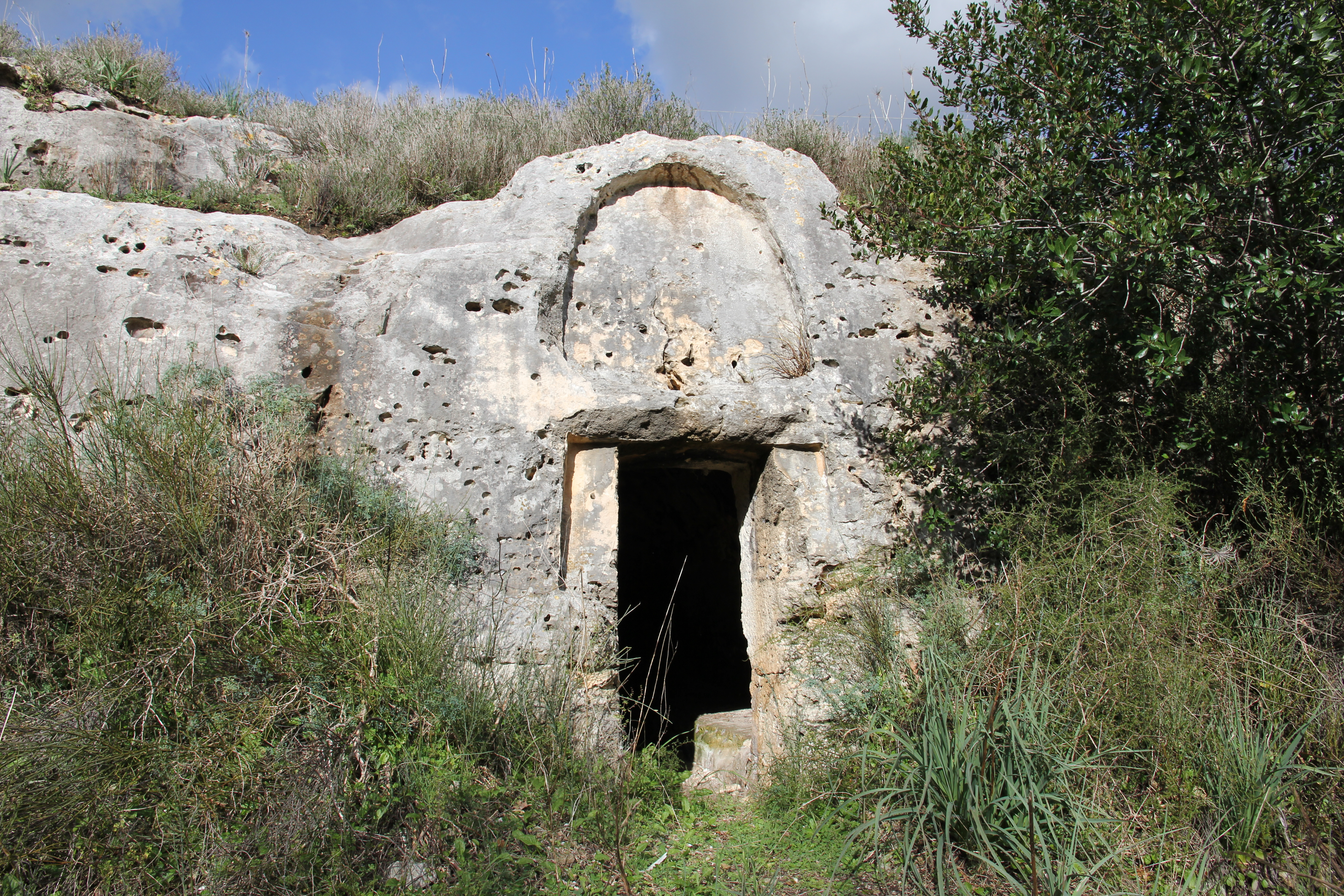
Felsgrab von Molafa

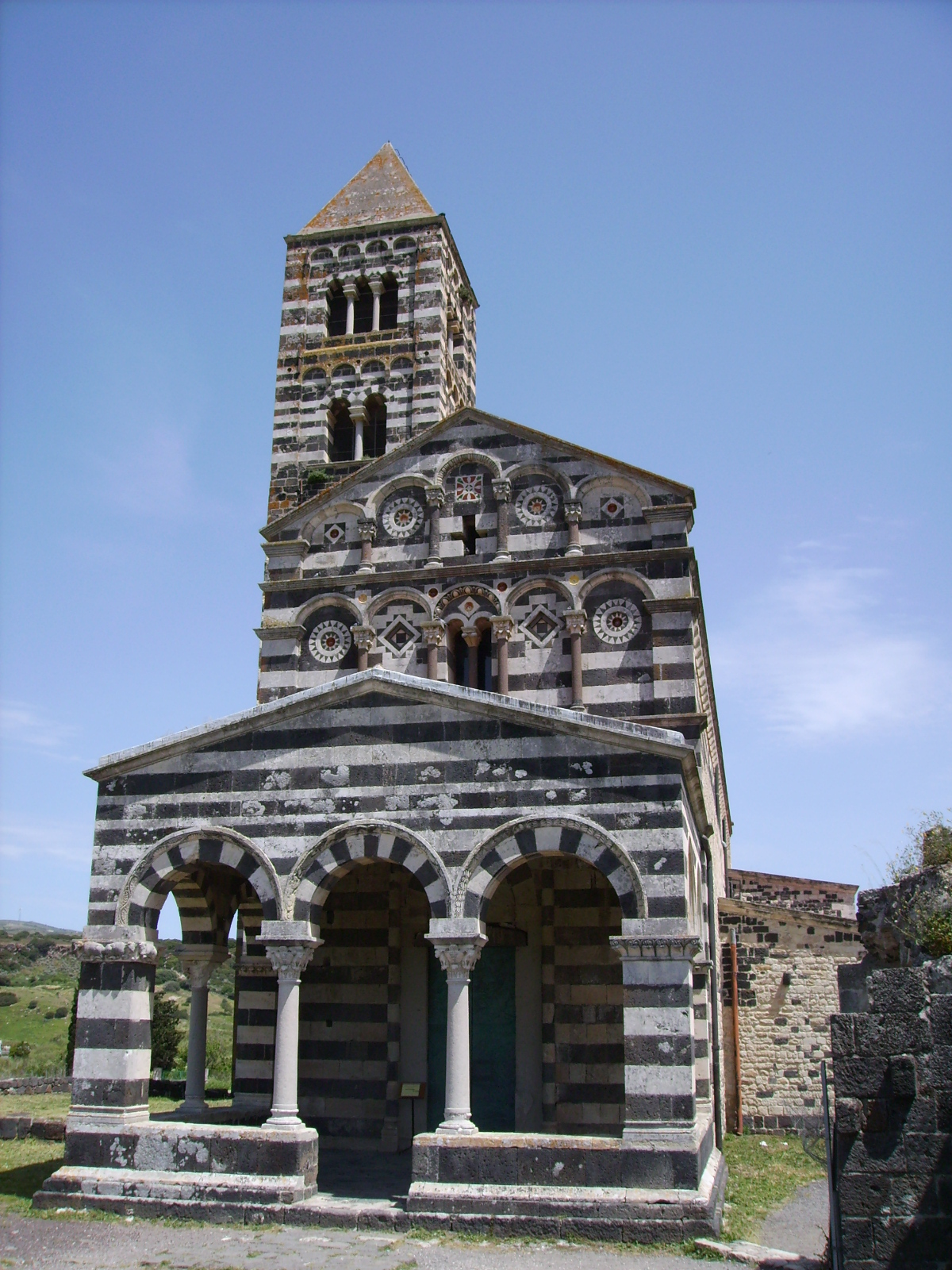
Santissima Trinità di Saccargia

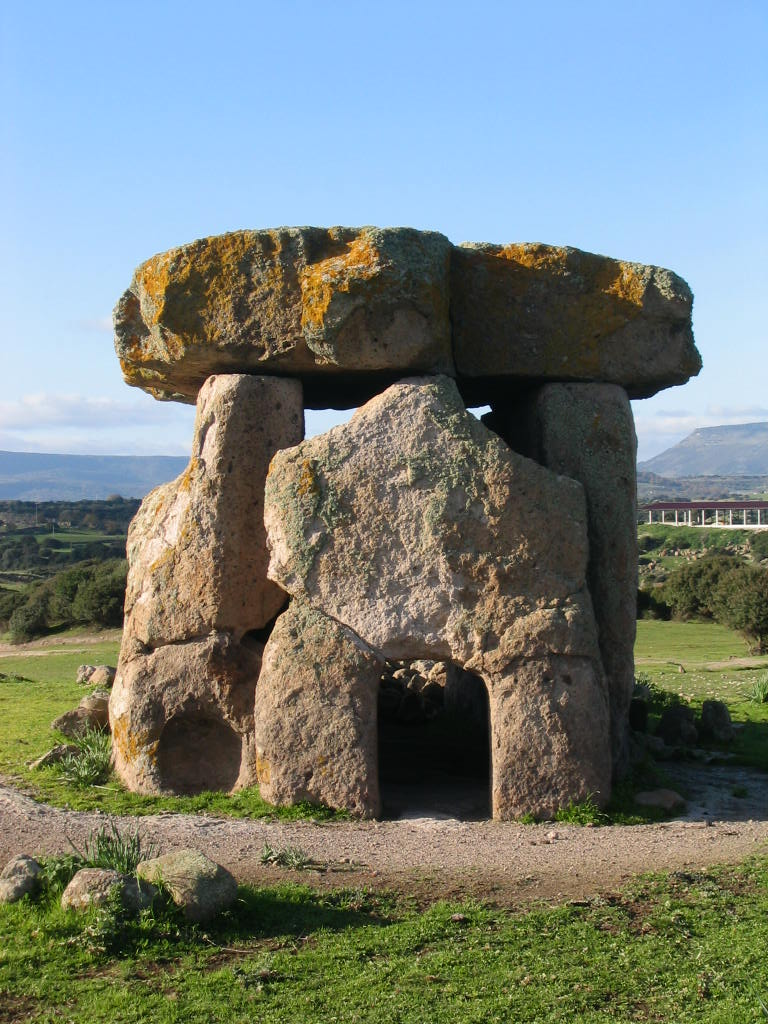
Sa Coveccada

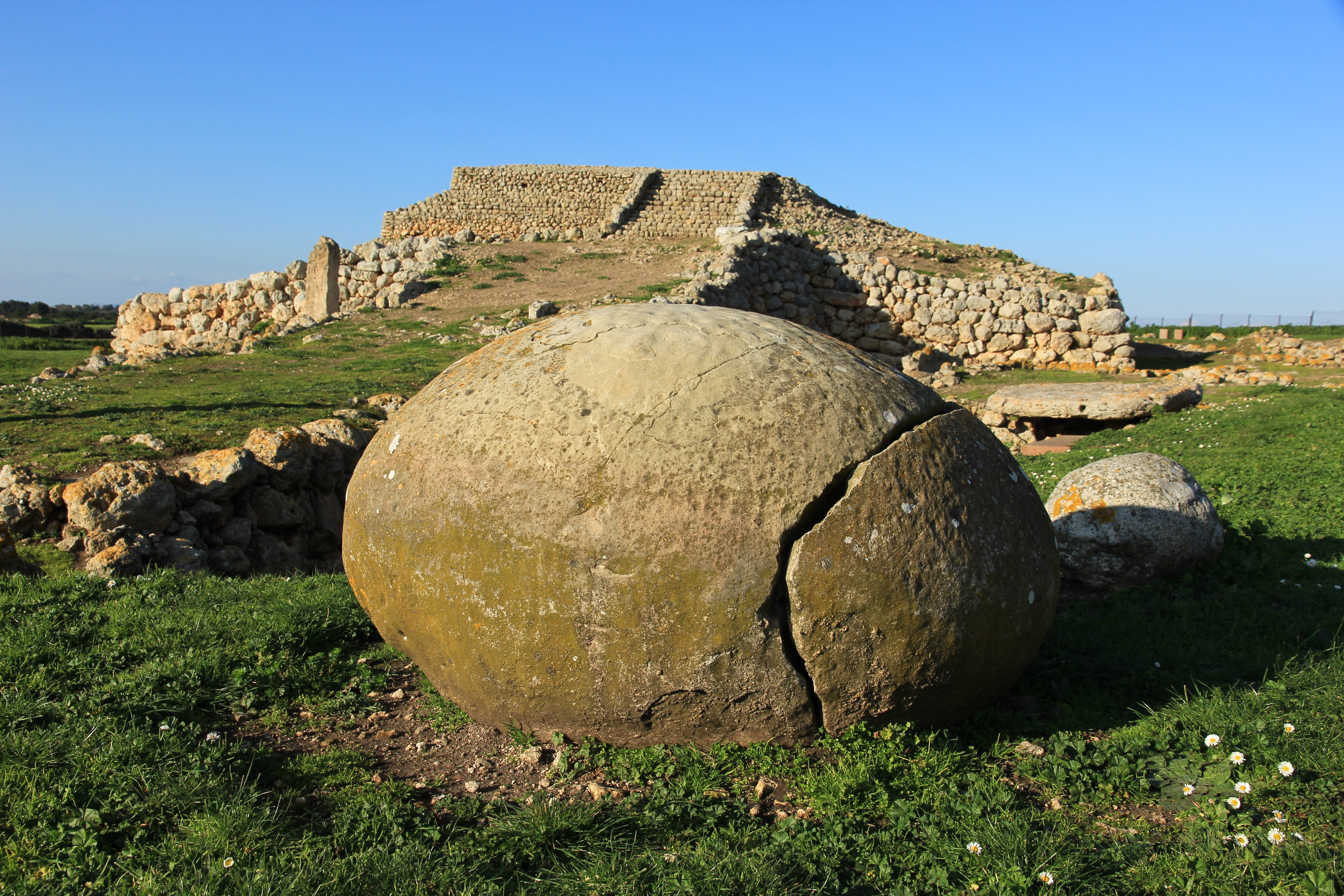
Monte d’Accoddi

- Argentiera, die Bergarbeitersiedlung an der Westküste
- Gigantengrab Su Monte de s’Ape bei Olbia
- Monte Baranta bei Olmedo, Prenuraghische Siedlung
- Monte d’Accoddi bei Porto Torres, Tempelpyramide
- Predio Canopoli in Perfugas, Brunnenheiligtum
- Sa Coveccada bei Mores, Dolmen
- Santissima Trinità di Saccargia, Kirche
- San Pietro di Sorres, Kirche
- Sassari, Museo Nazionale G. A. Sanna
- Su Lumarzu bei Bonorva, Brunnenheiligtum
- Villanova Monteleone, Zona archeologica di Nuraghe Appiu
- Domus de Janas:
  - Anghelu Ruju 37, Campu Luntanu Florinas Tomba rupestre, Felsgrab von Molafa bei Sassari, Mandra Antine bei Thiesi, Mesu ’e Montes bei Ossi, Moseddu bei Giave, Nekropole von Partulesi bei Ittireddu, Puttu Codinu bei Villanova Monteleone, Sant’ Andria Priu bei Bonorva, Santu Pedru bei Olmedo, Sos Furrighesos bei Anela
- Nuraghen:
  - Nuraghe Ispiene, Protonuraghe Izzana, Nuraghe Oes, Nuraghe Palmavera, Protonuraghe Front’e Mola, Nuraghe Santu Antine bei Torralba, Sos Nurattolos, Valle dei Nuraghi